# Толопко Дмитро Костянтинович

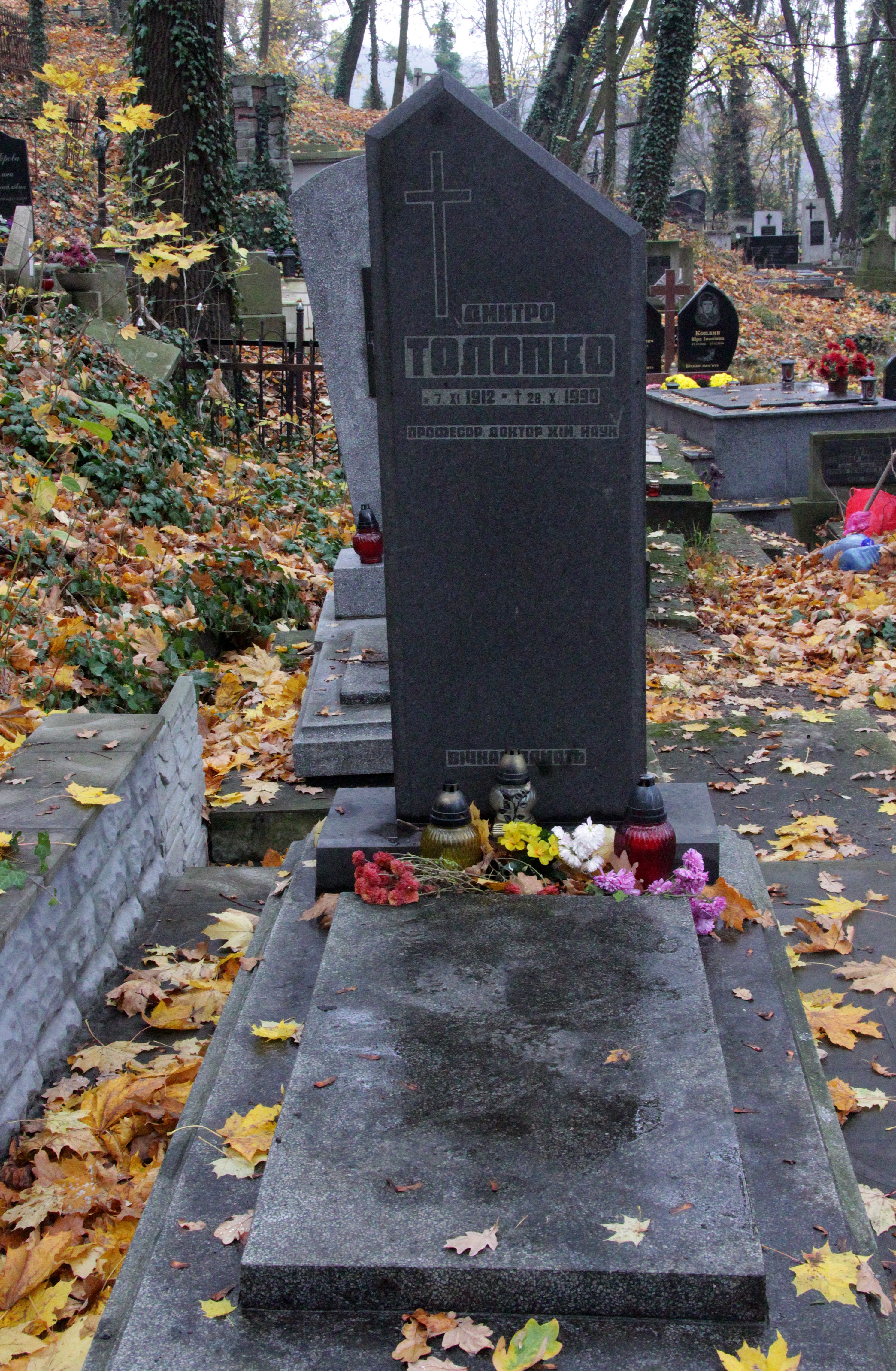

Дмитро Костянтинович Толопко (7 листопада 1912 — 28 жовтня 1990) — український інженер-технолог, доктор хімічних наук, професор, завідувач кафедри технології основного та нафтохімічного синтезу Львівської політехніки. Брат журналіста Леона Толопка.

## Біографія
Народився 7 листопада 1912 року в селі Під'ярків тодішнього Бібрецького повіту Львівської області, у родині сільського коваля. 1939 року, здобувши диплом інженера-хіміка, Толопко стає асистентом кафедри хімії Львівської політехніки. Однак це тривало недовго. Як відомо, за часів німецької окупації діяльність Політехніки була припинена, а в її корпусах розмістився військовий шпиталь. Отож, довелося молодому інженерові заробляти на хліб іншим шляхом. Завдання тим складніше у воєнні часи, бо в нього народився син Ігор (1938—1988). В ті воєнні роки зберігся хімічний корпус і його лабораторії, де були створені хімічні курси для потреб господарства краю. Дмитро Толопко працював інженером-хіміком, викладачем хімії у фаховій хімічній школі та асистентом на технічних курсах.
Похований на Личаківському цвинтарі, поле № 32.

## Основні дослідження
Основними напрямками досліджень стають окиснювальні процеси, синтез пероксидних ініціаторів та полімеризація. Інженер Дмитро Толопко займається рідиннофазним автоокисненням вуглеводнів, зокрема кумолу та дифенілетану, з'ясуванням кінетики цих процесів й виділенням проміжних продуктів — гідропероксидів. Кожному хімікові відомою є вагомість процесу окиснення кумолу як основи промислового багатотоннажного виробництва фенолу і ацетону. Треба зазначити, що вже перші проведені дослідження підтвердили високий науковий рівень та експериментальну майстерність дослідника і одержали загальне визнання. Його результати цитують в усіх класичних працях, присвячених вивченню радикальних реакцій з виродженим розгалуженням, зокрема у відомих монографіях академіків Семенова та Емануеля. Працював Дмитро Костянтинович самовіддано — часто проводив кінетичні заміри цілодобово, без перерви.

## Наукові звання
У 1955 р. захищає в Київському університеті кандидатську дисертацію на тему «Синтез і властивості третинного гідропероксиду кумолу», а в 1962 р. йому присвоюють звання доцента.

## Наукові праці
Результати наукових досліджень професора Дмитра Толопка і його школи знайшли своє втілення в численних друкованих працях. З його прізвищем опубліковано 150 робіт, але тут необхідно згадати, що професор, з властивою йому скромністю, погоджувався ставити своє прізвище лише під тими статтями, в виконанні яких та інтерпретації результатів він брав безпосередню участь, і категорично відмовлявся від співавторства в інспірованих чи консультованих ним роботах. Практичне значення його досліджень підтверджується одержанням 11 авторських свідоцтв.